# New Cinema History
{{traducción}} New Cinema History (Nueva Historia del Cine) es una corriente dentro del estudio de los medios audiovisuales que propone reescribir la historia del cine como una historia social de las culturas cinematográficas, en contraposición a una historia del arte de la imagen en movimiento. A principios de la década de 1990, Annette Kuhn se encontraba entre los primeros académicos que investigaron de forma sistémica la asistencia al cine, en el contexto del proyecto "Cultura cinematográfica en la Gran Bretaña de los años 30".  Siguiendo el ejemplo de la corriente 'New Film History',  pero distinguiéndose de ella, Richard Maltby acuñó el término 'New Cinema History' como "un conjunto de trabajos centrados en la circulación y el consumo de películas y que examinan el cine como lugar de intercambio social y cultural."  La terminología de Maltby tenía como objetivo institucionalizar y expandir a una escala internacional su colaboración con Melvyn Stokes durante los años noventa investigando las audiencias cinematográficas de Hollywood,    y coincidió con la formación de la HoMER Network: History of Asistencia a Cine, Exposición y Recepción.
New Cinema History plantea preguntas como: '¿Quién va al cine? ¿Dónde están ubicadas las salas de cine? ¿Por qué se encuentran en ese lugar? ¿Qué recuerda la gente sobre ir al cine? Richard Maltby argumentó que las películas en sí mismas eran el “elemento más prescindible de la experiencia cinematográfica”. 